# Rechtsanwaltsgehilfe
Der Rechtsanwaltsgehilfe ist überwiegend in Osteuropa (Litauen, Ukraine, Slowakei, Russland) und Skandinavien (Dänemark, Norwegen) ein staatlich anerkannter juristischer Beruf, üblicherweise mit einer Ausbildungszeit von einigen Jahren. In Litauen muss man das Studium des Bachelors und in der Ukraine ein Hochschulstudium der Rechtswissenschaft abgeschlossen haben. In Russland reicht eine juristische Mittelschulbildung oder eine nicht abgeschlossene juristische Hochschulbildung.  In Litauen ist ein Rechtsanwaltsgehilfe (advokato padėjėjas) berechtigt, die Interessen des Mandanten vor  den erstinstanzlichen Gerichten und frühestens ein Jahr nach Beginn der Tätigkeit und Behörden (incl. vorgerichtlichen Institutionen wie LAGK, MGK) zu vertreten, wenn eine schriftliche Erlaubnis  seines Praxisleiters (des Anwalts) vorliegt,   des Rechtsassistenten vertreten sein. Die Personen werden durch Beschluss der litauischen Anwaltskammer in die Liste der Rechtsanwaltsgehilfen  Litauens aufgenommen.